# 클로저 (영화)
《클로저》(영어: Closer)는 마이크 니컬스 감독, 패트릭 마버 각본의 2004년 영화이다. 패트릭 마버는 연극 "클로저"의 작가이기도 하다. 이 영화에는 모차르트의 오페라 코지 판 투테의 반주음악이 많이 나온다.

## 줄거리
영화는 앨리스 에이리스(내털리 포트먼 분)와 댄 울프(주드 로 분)가 바쁜 출근길의 런던의 길거리에서 반대방향으로 걸어가는 장면으로 시작된다. 앨리스는 런던에 막 도착한 미국 출신의 스트립티즈였고, 댄은 신문에 부고 기사를 쓰는 기자였다. 그들은 종국에는 교차로에서 마주친다. 앨리스는 교차로 건널목에서 (좌측 통행 때문에) 엉뚱한 쪽을 바라봤고, 택시에 치인다. 댄은 앨리스에게로 달려간다. 앨리스는 기절 상태에서 깨어나서 댄에게 미소지으며 "Hello, stranger."라고 말을 한다. 그는 그녀를 병원으로 데려다 주고 치료를 받게 해준다. 그의 사무실로 돌아가는 도중, 그들은 포스트맨'즈 파크에 들른다. 그들은 그곳에서 남을 의해 대신 죽은 사람들의 공동 묘지를 둘러 본다. 그들은 곧 연인이 된다.

## 출연
- 줄리아 로버츠 - 애나
- 주드 로 - 댄
- 내털리 포트먼 - 앨리스
- 클라이브 오언 - 래리

## 한국판 성우진(KBS) (2013년 1월 18일)
- 강희선 - 안나(줄리아 로버츠)
- 정미숙 - 앨리스(내털리 포트먼)
- 김승준 - 래리(클라이브 오언)
- 김일 - 댄(주드 로)
- 김경희 - 전시회 손님(엘리자베스 보워)
- 백경훈 - 바텐더(스티브 모퓨) / 운전 기사(닉 홉스)
- 이희탁 - 공항 세관원(콜린 스틴턴) / 전시회 손님(레너드 실버)